# Стрмец (Идрија)
Стрмец (словен. Strmec, итал. Stermez) је насељено место у општини Идрија, Горишка регија, Словенија.

## Историја
До територијалне реорганизације у Словенији био је у саставу старе општине Идрија.

## Становништво
У попису становништва из 2011. године, Стрмец је имао 29 становника.
| Број становника према пописима | Број становника према пописима | Број становника према пописима |
| ------------------------------ | ------------------------------ | ------------------------------ |
| 1991                           | 2002                           | 2011                           |
| 25                             | 26                             | 29                             |

## Галерија
- Домаћинство Скокец
- Домаћинство Шторц